# TIM Festival
O TIM Festival foi um festival de música alternativa, indie, eletrônica, rock e jazz. Substituiu o Free Jazz Festival, que era patrocinado pela Souza Cruz, proprietária da marca de cigarros Free, e que foi obrigada a suspender o patrocínio em 2003, quando uma lei brasileira proibiu o patrocínio de eventos culturais e esportivos por empresas tabagistas a partir de janeiro daquele ano. No mesmo ano, a companhia de telefonia celular TIM assumiu o financiamento do evento. O festival foi organizado pela produtora e cineasta Monique Gardenberg e ocorreu de 2003 a 2008. Em março de 2009, foi anunciada a desativação do evento por parte de seu patrocinador, devido aos efeitos da crise econômica de 2007–2008 na época.

## Locais
A primeira edição do TIM Festival aconteceu no Rio de Janeiro, na Marina da Glória. A segunda edição foi realizada em São Paulo, no Jockey Club. A partir de 2005, algumas das atrações passaram a se apresentar em outras cidades do Brasil, como Curitiba, Porto Alegre, Vitória e Belo Horizonte.
Em 2006, a operadora de celular VIVO comprou o espaço do Museu de Arte Moderna e o festival passou a ser realizado na Marina da Glória.

## Atrações ano a ano (em ordem alfabética e por local)

### 2003
Rio de Janeiro - MAM (Museu de Arte Moderna)
- 2 Many DJs
- AfroReggae
- Beth Gibbons
- Blanchard
- Cedar Walton
- Coldcut
- DJ Marlboro
- Fellini
- Front 242
- Gerador Zero
- Henry Butler
- Ilinois Jacquet
- Jackson Araújo
- kd lang
- Lambchop
- Los Hermanos
- Luiz Avellar
- McCoy Tyner
- Meirelles e Copa 5
- Nação Zumbi
- Nestor Marconi
- Peaches
- Public Enemy
- Shirley Horn
- Sinhô Preto
- Super Furry Animals
- The Rapture
- The Streets
- The White Stripes
- Tira Poeira
- Wado
- Walt Weiskopf
- Whirlwind Heat

### 2004
São Paulo - Jockey Club
- 2 Many Djs
- Art Van Damme
- Bebel Gilberto
- Birélli Lagrène
- Brad Meldhau Trio
- Branford Marsalis
- Brian Wilson
- Cansei de Ser Sexy
- Chico Pinheiro
- Cinematic Orchestra
- Dave Holland
- David Sánchez
- De Leve
- Digitaldubs
- DJ Mau Mau
- F.UR.T.O.
- Grenade
- Kid606
- Kinky
- Kraftwerk
- Maogani
- Nancy Wilson
- Panjabi MC
- Pet Shop Boys
- Picassos Falsos
- PJ Harvey
- Primal Scream
- Soulwax
- Stone Love
- The Libertines
- The Mars Volta

### 2005
Rio de Janeiro - MAM (Museu de Arte Moderna)
- Arcade Fire
- Arthur Baker
- Bob Mintzer Big Band
- Body & Soul
- Cut Chemist
- De La Soul
- Diplo
- Dizzee Rascal
- Dona Ivone Lara
- Dr. John
- Elvis Costello and the Imposters
- Enrico Rava
- Frankie Knuckles
- Jamie Lidell
- John Mc Laughlin: Remember Shakti
- Kings of Convenience
- Kings of Leon
- KL Jay
- Lado 2 Estéreo
- M. Takara 3
- M.I.A.
- Morcheeba
- Motomix
- Mundo Livre S/A
- Nego Moçambique
- Peretz
- Russell Malone & Benny Green
- SpokFrevo Orquestra
- Television
- The Conga Kings
- The Strokes
- Vanessa da Mata
- Vincent Gallo
- Wayne Shorter Quartet
- Wilco

São Paulo - Auditório do Ibirapuera
- Bob Mintzer Big Band
- Dona Ivone Lara
- Dr. John
- Enrico Rava
- John Mc Laughlin: Remember Shakti
- Russell Malone & Benny Greenv
- SpokFrevo Orquestra
- The Congas Kings
- Wayne Shorter Quartet

São Paulo - Arena Anhembi
- Arcade Fire

- M.I.A.
- Mundo Livre S/A
- Kings of Leon
- The Strokes

Porto Alegre - Pavilhão Aeroporto
- Acústicos & Valvulados
- Arcade Fire
- The Strokes

Belo Horizonte - Chevrolet Hall
- Dr. John
- Elvis Costello & The Imposters

### 2006
Rio de Janeiro - Marina da Glória
- Ahmad Jamal
- Amadou & Mariam
- André Mehmari Trio
- Beastie Boys
- Black Dice
- Bonde do Rolê
- Booka Shade
- Caetano Veloso
- Camilo Rocha
- Céu
- Charlie Haden
- Daft Punk
- Devendra Banhart
- DJ Jason Forrest
- DJ Shadow
- DJ Shantel
- Herbie Hancock
- Instituto
- Ivan Lins/Tributo
- Jennifer Sanon
- Marcelo Birck
- Maria Schneider
- Maurício Valladares
- Mombojó
- Patti Smith
- Pet Duo
- Roy Hargrove
- Stefano Bollani
- The Bad Plus
- Thievery Corporation
- TV on the Radio
- Yeah Yeah Yeahs

São Paulo - Tom Brasil
- Daft Punk
- Mombojó
- Thievery Corporation
- TV On The Radio
- Yeah Yeah Yeahs

São Paulo - Auditório do Ibirapuera
- Ahmad Jamal
- André Mehmari Trio
- Charlie Haden
- Herbie Hancock
- Ivan Lins/Tributo
- Jennifer Sanon
- Maria Schneider
- Roy Hargrove
- Stefano Bollani

Curitiba - Pedreira Paulo Leminski
- DJ Shadow
- Nação Zumbi
- Patti Smith
- Yeah Yeah Yeahs
- Beastie Boys

Vitória - Teatro Universitário da UFES
- Amadou & Mariam
- Devendra Banhart
- Herbie Hancock
- Roy Hargrove
- Yamandu Costa

### 2007
Rio de Janeiro - Marina da Glória
- Alexandre Herchcovitch e Johnny Luxo
- Antony and the Johnsons
- Arctic Monkeys
- Björk
- Cat Power e Dirty Delta Blues
- Cecil Taylor
- Cibelle
- cirKus com Neneh Cherry
- Conrad Herwig's Latin Side Band
- Count of Monte Cristal (Hervé) & Sinden
- Daniel Haaksman
- Diplo
- DJ Marlboro
- DJ Sandrinho
- Eldar
- Girl Talk
- Guab
- Hot Chip
- Joe Lovano Nonet
- Joey DeFrancesco Trio e Bobby Hutcherson
- Juliette and the Licks
- Katia B
- Lindstrøm
- Lisa Ekdahl
- MC Gringo
- MOO
- Spank Rock
- Stepano Di Battista Quartet
- Sylvain Luc Quartet
- The Killers
- Toktok
- Winona featuring Craig Armstrong and Scott Fraser

São Paulo - Auditório do Ibirapuera
- Antony and the Johnsons
- Cat Power e Dirty Delta Blues
- Cecil Taylor
- Cibelle
- cirKus com Neneh Cherry
- Corad Herwig's Latin Side
- Eldar
- Joe Lovano Nonet
- Joey DeFrancesco Trio e Bobby Hutcherson
- Katia B
- Lisa Ekdahl
- Sylvain Luc Quartet
- Stepano Di Battista Quartet
- Toni Platão
- Winona featuring Craig Armstrong e Scott Fraser

São Paulo - Arena Anhembi
- Arctic Monkeys
- Björk
- Hot Chip
- Juliette and the Licks
- Spank Rock
- The Killers

São Paulo - The Week
- Alexandre Herchcovitch e Johnny Luxo
- Count of Monte Cristal (Hervé) & Sinden
- Daniel Haaksman
- Girl Talk
- Lindstrøm

Curitiba - Pedreira Paulo Leminski
- Arctic Monkeys
- Björk
- Hot Chip
- The Killers

Vitória - Teatro da UFES
- Cat Power
- cirKus com Neneh Cherry
- Eldar
- Joe Lovano Nonet
- Lisa Ekdahl
- Paulo Moura e Samba de Latada

### 2008
Rio de Janeiro - Marina da Glória
- Carla Bley
- Enrico Pieranunzi Trio
- Esperanza Spalding
- Gogol Bordello / Música Magneta
- Junior Boys / Dan Deacon
- Kanye West
- Klaxons
- Marcelo Camelo
- MGMT
- Neon Neon
- Rosa Passos
- Sany Pitbull / Leandro HBL Vídeo Artista / Database
- Sonny Rollins
- Stacey Kent
- Switch / DJ Yoda
- The Bill Frisell Trio
- The Cats
- The National
- Tim Maia Racional com Instituto
- Tomasz Stanko Quintet

São Paulo - Auditório do Ibirapuera
- Carla Bley
- Enrico Pieranunzi Trio
- Esperanza Spalding
- Marcelo Camelo
- Rosa Passos
- Sonny Rollins
- Stacey Kent
- The Bill Frisell Trio
- The Cats
- Tomasz Stanko Quintet

São Paulo - Arena de Eventos do Parque do Ibirapuera
- Cérebro Eletrônico
- Gogol Bordello
- Junior Boys / Dan Deacon
- Kanye West
- Klaxons
- Neon Neon
- MGMT
- Switch / DJ Yoda
- The National

Vitória - Teatro da UFES
- Carla Bley
- Gogol Bordello
- MGMT
- Siba
- Stacey Kent
- The National